# Unterlassungsklagengesetz
Das deutsche Unterlassungsklagengesetz (UKlaG) wurde im Rahmen der Schuldrechtsmodernisierung 2002 erlassen. Danach können Verwender unwirksamer Allgemeiner Geschäftsbedingungen im Interesse des Verbraucherschutzes auf Unterlassung und Widerruf in Anspruch genommen werden. Bei Verstößen gegen andere Verbraucherschutzgesetze (verbraucherschutzgesetzwidrigen Praktiken) gewährt es Ansprüche auf Unterlassung und Beseitigung. 
Die Ansprüche können nicht von einzelnen Verbrauchern geltend gemacht werden, sondern stehen sog. berechtigten Stellen zu (§ 3 UKlaG). Damit wurde ein eigenständiges Verbandsklagerecht geschaffen, das im deutschen Zivilprozess nur ausnahmsweise zulässig ist. Für den Bereich des Arbeitsrechts gilt das Unterlassungsklagengesetz gemäß § 15 UKlaG nicht.

## Inhalt
Das UKlaG schafft neben formell-rechtlichen Bestimmungen auch Unterlassungsansprüche, die vorrangig zu §§ 823,1004 BGB sind. § 1 UKlaG richtet sich gegen die Verwendung unwirksamer allgemeiner Geschäftsbedingungen, § 2 UKlaG richtet sich gegen sonstige verbraucherschutzwidrige Verstöße, § 2a UKlaG gegen Urheberrechtsverstöße nach § 95b Urheberrechtsgesetz (UrhG). 
Gemäß § 204a BGB wird mit Zustellung des Antrags auf Erlass einer einstweiligen Verfügung und durch die Erhebung einer Klage zur Durchsetzung von Unterlassungsansprüchen die Verjährung von Ansprüchen der Verbraucher gegenüber Unternehmen gehemmt, solange diese durch qualifizierte Verbraucherverbände oder qualifizierte Einrichtungen nach § 3 Absatz 1 Nummer 1 UKlaG durchgeführt werden.
Die Aktivlegitimation nach dem Gesetz wird durch die § 3, 3a und 4 UKlaG bestimmt. Das Bundesamt für Justiz führt eine Liste der anspruchsberechtigten Stellen, überwiegend aus den Bereichen Mieter- und Verbraucherschutz.
Diese qualifizierten Einrichtungen sind nach § 2 Abs. 1 Nr. 1 VDuG klageberechtigte Stellen für Verbandsklagen nach dem Verbraucherrechtedurchsetzungsgesetz, wenn sie nicht mehr als 5 Prozent ihrer finanziellen Mittel durch Zuwendungen von Unternehmen beziehen.
Formell-rechtlich knüpft das Gesetz an die Zivilprozessordnung an. Sachlich zuständig ist dabei erstinstanzlich nach § 6 UKlaG stets das Oberlandesgericht. Örtlich zuständig ist grundsätzlich das Oberlandesgericht am Sitz des Beklagten. Die örtliche Zuständigkeit kann hiervon abweichend von den Ländern aber gesondert geregelt werden (Zuständigkeitskonzentration).

### Verbraucherschutzgesetze
Beispiele für Verbraucherschutzgesetze, die in den Anwendungsbereich des Unterlassungsklagengesetzes fallen, werden in § 2 Abs. 2 UKlaG aufgezählt.

Dazu zählen Zuwiderhandlungen gegen folgende Bestimmungen:
- die Vorschriften über sog. Haustürgeschäfte, Fernabsatzverträge, Verträge im elektronischen Geschäftsverkehr, Kaufverträge, Teilzeit-Wohnrechteverträge,  Verbraucherdarlehensverträge, Finanzierungshilfen und Ratenlieferungsverträge, Bauverträge, Pauschalreiseverträge sowie Darlehensvermittlungsverträge,
- die Vorschriften des Fernunterrichtsschutzgesetzes,
- bestimmte verbraucherbezogene Vorschriften des Digitale-Dienste-Gesetz, des Arzneimittelgesetzes oder des Heilmittelwerbegesetzes, aber auch des Kapitalanlagegesetzbuchs, des Wertpapierhandelsgesetzes oder des Produkthaftungsgesetzes,
- die Vorschriften des Rechtsdienstleistungsgesetzes (seit dem 1. Juli 2008),
- die Vorschriften der Preisangabenverordnung,
- die Lebensmittelbasisverordnung, die Fluggastrechte- und die Fahrgastrechte-Verordnung oder die Verordnung (EG) Nr. 1272/2008 (CLP) zur Kennzeichnung von Chemikalien,
- bestimmte Vorschriften des Versicherungsvertragsgesetzes (VVG) und der VVG-Informationspflichtenverordnung,
- die Verordnung über Heizkostenabrechnung,
- §§ 11 bis 18 der Gas- und der Stromgrundversorgungsverordnung oder
- das Mess- und Eichgesetz.

### Liste der qualifizierten Verbraucherverbände
Das Bundesamt für Justiz führt eine Liste der qualifizierten Verbraucherverbände und veröffentlicht sie in der jeweils aktuellen Fassung auf seiner Internetseite.
Folgende 55 Einrichtungen sind in die Liste nach § 4 Abs. 2 UKlaG eingetragen:
| Lfd. Nr. | Bezeichnung des qualifizierten Verbraucherverbands (§ 4 Absatz 2 UKlaG)          | Satzungszweck gemäß § 4 Absatz 2 UKlaG | Satzungszweck gemäß § 4 Absatz 2 UKlaG                                                                                                 | Registergericht                                 |
| -------- | -------------------------------------------------------------------------------- | --- | --- | ----------------------------------------------- |
| 1        | ACE Auto Club Europa e. V.                                                       | Wahrnehmung der Interessen aller Verbraucher durch nicht gewerbsmäßige Aufklärung und Beratung (vgl. § 2 Nummer 4 der Satzung). | | Amtsgericht Stuttgart                           |
| 2        | Allgemeiner Deutscher Automobil-Club e. V. (ADAC)                                | Wahrnehmung und Förderung der Interessen des Kraftfahrwesens; Schutz der Verkehrsteilnehmer insbesondere Verbraucherschutz; | zur Führung von Verbandsklagen im Interesse der Verbraucher berechtigt (vgl. § 2 der Satzung).                                         | Amtsgericht München                             |
| 3        | Anleger- und Verbraucherschutzbund e. V.                                         | Der Verein ist eine Vereinigung, die der Information und dem Schutz von Verbrauchern und Verbraucherinnen, insbesondere im Bereich der Finanzdienstleistungen, der Kapitalanlage, der Altersvorsorge und in allen sonstigen finanziellen Belangen dienen soll (vgl. § 2 Absatz 1 Satz 1 der Satzung).                                               | | Amtsgericht Bonn                                |
| 4        | Bauherren-Schutzbund e. V.                                                       | Wahrnehmung der Interessen von Verbrauchern durch Aufklärung und Beratung; | zur Führung von Verbandsklagen im Interesse der Verbraucher berechtigt (vgl. § 2 der Satzung).                                         | Amtsgericht Charlottenburg                      |
| 5        | Berliner Mieterverein e. V.                                                      | Wahrnehmung der Interessen von Mietern in Berlin durch Aufklärung und Beratung; | zur Führung von Verbandsklagen im Interesse der Mieter berechtigt (vgl. § 2 der Satzung).                                              | Amtsgericht Charlottenburg                      |
| 6        | Bund der Energieverbraucher e. V.                                                | Wahrnehmung der Interessen der Energieverbraucher durch Aufklärung und Beratung; | zur Führung von Verbandsklagen im Interesse der Energieverbraucher berechtigt (vgl. § 2 der Satzung).                                  | Amtsgericht Bonn                                |
| 7        | Bund der Versicherten e. V.                                                      | Wahrnehmung der Interessen der Verbraucher durch Aufklärung und Beratung; | zur Führung von Verbandsklagen im Interesse der Verbraucher berechtigt (vgl. § 2 Satz 1 der Satzung)                                   | Amtsgericht Hamburg                             |
| 8        | Bund für Umwelt und Naturschutz Deutschland e. V.                                | Wahrnehmung der Interessen der Verbraucher durch Aufklärung und Beratung; | zur Führung von Verbandsklagen im Interesse der Verbraucher berechtigt (vgl. § 2 der Satzung).                                         | Amtsgericht Charlottenburg                      |
| 9        | Bundesinteressenvertretung für alte und pflegebetroffene Menschen (BIVA) e. V.   | Wahrnehmung der Interessen von alten und pflegebetroffenen Menschen durch Aufklärung und Beratung (vgl. § 2 der Satzung); | zur Führung von Verbandsklagen im Interesse der Verbraucher berechtigt.                                                                | Amtsgericht Bonn                                |
| 10       | Bundesverband Selbsthilfe Körperbehinderter e. V.                                | Aufklärung und Beratung der Mitglieder des Vereins und sonstiger Betroffener und ihrer Familien auf allen relevanten Gebieten, und zwar aus dem Gesichtspunkt des Verbraucherschutzes einschließlich verbraucherschutzrechtlicher Fragen im Zusammenhang mit dem Schutz vor Diskriminierung, wenn und soweit dies gesetzlich zulässig ist;          | zur Führung von Verbandsklagen im Interesse des oben genannten Personenkreises berechtigt (vgl. § 2 Nummer 3 Buchstabe p der Satzung). | Amtsgericht Stuttgart                           |
| 11       | Deutsche Schutzvereinigung Auslandsimmobilien e. V.                              | Wahrnehmung der Interessen von privaten Haus-, Wohnungs- und Grundeigentümern mit Grundbesitz im Ausland und sonstigen an Auslandsimmobilien interessierten Personen durch Aufklärung und Beratung; | zur Führung von Verbandsklagen im Interesse des oben genannten Personenkreises berechtigt (vgl. § 2 der Satzung).                      | Amtsgericht Freiburg im Breisgau                |
| 12       | Deutsche Umwelthilfe e. V.                                                       | Wahrnehmung der Interessen von Verbrauchern durch Aufklärung und Beratung; | zur Führung von Verbandsklagen im Interesse der Verbraucher berechtigt (vgl. § 1 der Satzung).                                         | Amtsgericht Hannover                            |
| 13       | Deutscher Blinden- und Sehbehindertenverband e. V. (DBSV)                        | Aufklärung, Beratung und rechtliche Vertretung in Angelegenheiten des Verbraucherschutzes (vgl. § 2 Nummer 5 lit. j) der Satzung) | | Amtsgericht Hannover                            |
| 14       | Deutscher Mieterbund – Landesverband Hessen e. V.                                | Wahrnehmung der Interessen von Mietern in Hessen durch Aufklärung und Beratung; | zur Führung von Verbandsklagen im Interesse der Mieter berechtigt (vgl. §§ 2 und 5 der Satzung).                                       | Amtsgericht Wiesbaden                           |
| 15       | Deutscher Mieterbund – Landesverband Mecklenburg-Vorpommern e. V.                | Wahrnehmung der Interessen der Verbraucher in MecklenburgVorpommern auf dem Gebiet des Mietrechts durch Aufklärung und Beratung; | zur Führung von Verbandsklagen im Interesse der Verbraucher berechtigt (vgl. § 2 der Satzung).                                         | Amtsgericht Rostock                             |
| 16       | Deutscher Mieterbund (DMB) – Landesverband Bayern e. V.                          | Wahrnehmung der Interessen von Verbrauchern in Bayern auf dem Gebiet des Mietrechts durch Aufklärung und Beratung; | zur Führung von Verbandsklagen im Interesse der Mieter berechtigt (vgl. § 2 der Satzung).                                              | Amtsgericht München                             |
| 17       | Deutscher Mieterbund e. V.                                                       | Einheitliche Wahrnehmung, Förderung und Vertretung der Interessen der Mieter; | zur Führung von Verbandsklagen im Interesse der Mieter berechtigt (vgl. § 2 der Satzung).                                              | Amtsgericht Charlottenburg                      |
| 18       | Deutscher Mieterbund Kieler Mieterverein e. V.                                   | Wahrnehmung der Interessen der Verbraucher in Kiel auf dem Gebiet des Mietrechts durch Aufklärung und Beratung; | zur Führung von Verbandsklagen im Interesse der Verbraucher berechtigt (vgl. § 1 Absatz 2 der Satzung).                                | Amtsgericht Kiel                                |
| 19       | Deutscher Mieterbund Landesverband Schleswig-Holstein e. V.                      | Wahrnehmung der Interessen der Verbraucher in Schleswig-Holstein auf dem Gebiet des Mietrechts durch Aufklärung und Beratung; | zur Führung von Verbandsklagen im Interesse der Verbraucher berechtigt (vgl. § 2 der Satzung).                                         | Amtsgericht Kiel                                |
| 20       | Deutscher Verbraucherschutzverein e. V.                                          | Wahrnehmung der Interessen von Wohnungsmietern in Baden-Baden und Umgebung durch Aufklärung und Beratung; | zur Führung von Verbandsklagen im Interesse der Mieter berechtigt (vgl. § 3 der Satzung).                                              | Amtsgericht Potsdam                             |
| 21       | Digitalcourage e. V.                                                             | Förderung des Verbraucherschutzes und Wahrnehmung der Interessen der Verbraucher durch nicht gewerbsmäßige Aufklärung und Beratung, sowie Bekämpfen von Verstößen gegen das Gesetz gegen unlauteren Wettbewerb und andere Verbraucherschutzgesetze, insbesondere im Bereich des Datenschutzes durch geeignete Maßnahmen (vgl. Nummer 2 der Satzung) | | Amtsgericht Bielefeld                           |
| 22       | DMB Mieterbund Nordhessen e. V                                                   | Wahrnehmung der Interessen von Mietern in Nordhessen durch Aufklärung und Beratung; | zur Führung von Verbandsklagen im Interesse der Mieter berechtigt (vgl. §§ 2 und 3 der Satzung).                                       | Amtsgericht Kassel                              |
| 23       | EuroConsum e. V                                                                  | Wahrnehmung der Interessen von Verbrauchern durch Aufklärung und Beratung; | zur Führung von Verbandsklagen im Interesse der Verbraucher berechtigt (vgl. § 2 Abschnitt I Absatz 1, 2 der Satzung).                 | Amtsgericht Kassel                              |
| 24       | Fachverband Glücksspielsucht e. V.                                               | Wahrnehmung der Interessen von Verbrauchern durch Aufklärung und Beratung im Bereich Glücksspielsucht; | zur Führung von Verbandsklagen im Interesse der Verbraucher berechtigt (vgl. § 2 Absatz 1 der Satzung).                                | Amtsgericht Bielefeld                           |
| 25       | Foodwatch e. V.                                                                  | Wahrnehmung der Interessen von Verbrauchern durch Aufklärung und Beratung; | zur Führung von Verbandsklagen im Interesse der Verbraucher berechtigt (vgl. § 2 der Satzung).                                         | Amtsgericht Charlottenburg                      |
| 26       | Mieter helfen Mietern, Hamburger Mieterverein e. V.                              | Wahrnehmung der Interessen von Wohnungsmietern in Hamburg durch Aufklärung und Beratung; | zur Führung von Verbandsklagen im Interesse der Mieter berechtigt (vgl. § 2 der Satzung)                                               | Amtsgericht Hamburg                             |
| 27       | Mieterbund Regensburg e. V.                                                      | Wahrnehmung von Interessen der Verbraucher durch Aufklärung und Beratung in Miet-, Wohn- und Pachtangelegenheiten (vgl. § 2 Nummer 1 der Satzung) | | Amtsgericht Regensburg                          |
| 28       | Mieterbund Wiesbaden und Umgebung e. V.                                          | Wahrnehmung der Interessen von Mietern in Wiesbaden und Umgebung durch Aufklärung und Beratung; | zur Führung von Verbandsklagen im Interesse der Mieter berechtigt (vgl. § 2 der Satzung).                                              | Amtsgericht Wiesbaden                           |
| 29       | Mieterschutz-Verein Oberlausitz/Niederschlesien e. V.                            | Wahrnehmung der Rechte und Interessen von Mietern im Raum Oberlausitz/Niederschlesien durch Aufklärung und Beratung; | zur Führung von Verbandsklagen im Interesse der Mieter berechtigt (vgl. § 2 der Satzung).                                              | Amtsgericht Dresden                             |
| 30       | Mieterverein Düsseldorf e. V.                                                    | Wahrnehmung der Interessen von Mietern in Düsseldorf und Umgebung durch Aufklärung und Beratung; | zur Führung von Verbandsklagen im Interesse der Mieter berechtigt (vgl. § 2 der Satzung).                                              | Amtsgericht Düsseldorf                          |
| 31       | Mieterverein Köln e. V.                                                          | Wahrnehmung der Interessen von Wohnungsmietern in Köln durch Aufklärung und Beratung; | zur Führung von Verbandsklagen im Interesse der Mieter berechtigt (vgl. § 2 der Satzung).                                              | Amtsgericht Köln                                |
| 32       | Mieterverein München e. V.                                                       | Wahrnehmung der Interessen in Miet-, Pacht- und Wohnungsangelegenheiten in München durch Aufklärung und Beratung; | zur Führung von Verbandsklagen im Interesse der Mieter berechtigt (vgl. § 2 der Satzung).                                              | Amtsgericht München                             |
| 33       | Mieterverein zu Hamburg von 1890 r. V.                                           | Wahrnehmung der Interessen von Mietern in Groß-Hamburg und Umgebung durch Aufklärung und Beratung; | zur Führung von Verbandsklagen im Interesse der Mieter berechtigt (vgl. § 2 der Satzung).                                              | Justizbehörde der Freien und Hansestadt Hamburg |
| 34       | Pro Rauchfrei e. V.                                                              | Wahrnehmung der Interessen von Verbrauchern durch Aufklärung und Beratung im Zusammenhang mit dem Konsum von Tabakerzeugnissen; | zur Führung von Verbandsklagen im Interesse der Verbraucher berechtigt (vgl. § 2 der Satzung).                                         | Amtsgericht München                             |
| 35       | Schutzgemeinschaft für Bankkunden, Kapitalanleger und Versicherungsnehmer e. 2V. | Wahrnehmung der Interessen der Verbraucher durch Aufklärung und Beratung in Finanzdienstangelegenheiten; | zur Führung von Verbandsklagen im Interesse der Verbraucher berechtigt (vgl. § 2 der Satzung).                                         | Amtsgericht München                             |
| 36       | Verband Privater Bauherren e. V. (VPB)                                           | Wahrnehmung der Interessen von Verbrauchern durch Aufklärung und Beratung im Bereich privaten Bauens; | zur Führung von Verbandsklagen im Interesse der Verbraucher berechtigt (vgl. § 2 Absatz 1 der Satzung).                                | Amtsgericht Charlottenburg                      |
| 37       | VerbraucherService Bayern im Katholischen Deutschen Frauenbund e. V.             | Verbraucheraufklärung und –bildung; Wahrnehmung der Interessen von Verbrauchern durch Information und Beratung (vgl. § 2 der Satzung). | | Amtsgericht München                             |
| 38       | Verbraucherzentrale Baden-Württemberg e. V.                                      | Wahrnehmung der Interessen von Verbrauchern durch Aufklärung und Beratung; | zur Führung von Verbandsklagen im Interesse der Verbraucher berechtigt (vgl. § 2 der Satzung).                                         | Amtsgericht Stuttgart                           |
| 39       | Verbraucherzentrale Bayern e. V.                                                 | Wahrnehmung der Interessen von Verbrauchern durch Aufklärung und Beratung; | zur Führung von Verbandsklagen im Interesse der Verbraucher berechtigt (vgl. § 2 der Satzung).                                         | Amtsgericht München                             |
| 40       | Verbraucherzentrale Berlin e. V.                                                 | Wahrnehmung der Interessen von Verbrauchern durch Aufklärung und Beratung; | zur Führung von Verbandsklagen im Interesse der Verbraucher berechtigt (vgl. § 2 der Satzung).                                         | Amtsgericht Charlottenburg                      |
| 41       | Verbraucherzentrale Brandenburg e. V.                                            | Wahrnehmung der Interessen von Verbrauchern durch Aufklärung und Beratung; | zur Führung von Verbandsklagen im Interesse der Verbraucher berechtigt (vgl. § 2 der Satzung).                                         | Amtsgericht Potsdam                             |
| 42       | Verbraucherzentrale Bremen e. V.                                                 | Wahrnehmung der Interessen von Verbrauchern durch Aufklärung und Beratung; | zur Führung von Verbandsklagen im Interesse der Verbraucher berechtigt (vgl. § 3 Absatz 2 der Satzung).                                | Amtsgericht Bremen                              |
| 43       | Verbraucherzentrale Bundesverband e. V.                                          | Wahrnehmung der Interessen der Verbraucher durch Aufklärung und Beratung; | zur Führung von Verbandsklagen im Interesse der Verbraucher berechtigt (vgl. § 2 der Satzung).                                         | Amtsgericht Charlottenburg                      |
| 44       | Verbraucherzentrale Hamburg e. V.                                                | Wahrnehmung der Interessen von Verbrauchern durch Aufklärung und Beratung; | zur Führung von Verbandsklagen im Interesse der Verbraucher berechtigt (vgl. § 2 der Satzung).                                         | Amtsgericht Hamburg                             |
| 45       | Verbraucherzentrale Hessen e. V.                                                 | Wahrnehmung der Interessen von Verbrauchern durch Aufklärung und Beratung; | zur Führung von Verbandsklagen im Interesse der Verbraucher berechtigt (vgl. § 2 der Satzung).                                         | Amtsgericht Frankfurt am Main                   |
| 46       | Verbraucherzentrale Mecklenburg-Vorpommern e. V.                                 | Wahrnehmung der Interessen der Verbraucher in Mecklenburg-Vorpommern durch Aufklärung und Beratung; | zur Führung von Verbandsklagen im Interesse der Verbraucher berechtigt (vgl. § 2 der Satzung).                                         | Amtsgericht Rostock                             |
| 47       | Verbraucherzentrale Niedersachsen e. V.                                          | Wahrnehmung der Interessen von Verbrauchern durch Aufklärung und Beratung; | zur Führung von Verbandsklagen im Interesse der Verbraucher berechtigt (vgl. § 2 der Satzung).                                         | Amtsgericht Hannover                            |
| 48       | Verbraucherzentrale Nordrhein-Westfalen e. V.                                    | Wahrnehmung der Interessen von Verbrauchern durch Aufklärung und Beratung; | zur Führung von Verbandsklagen im Interesse der Verbraucher berechtigt (vgl. § 2 der Satzung).                                         | Amtsgericht Düsseldorf                          |
| 49       | Verbraucherzentrale Rheinland-Pfalz e. V.                                        | Wahrnehmung der Interessen von Verbrauchern durch Aufklärung und Beratung; | zur Führung von Verbandsklagen im Interesse der Verbraucher berechtigt (vgl. § 2 der Satzung).                                         | Amtsgericht Mainz                               |
| 50       | Verbraucherzentrale Saarland e. V.                                               | Wahrnehmung der Interessen von Verbrauchern durch Aufklärung und Beratung; | zur Führung von Verbandsklagen im Interesse der Verbraucher berechtigt (vgl. § 2 der Satzung).                                         | Amtsgericht Saarbrücken                         |
| 51       | Verbraucherzentrale Sachsen e. V.                                                | Wahrnehmung der Interessen von Verbrauchern durch Aufklärung und Beratung; | zur Führung von Verbandsklagen im Interesse der Verbraucher berechtigt (vgl. § 2 der Satzung).                                         | Amtsgericht Leipzig                             |
| 52       | Verbraucherzentrale Sachsen-Anhalt e. V.                                         | Wahrnehmung der Interessen von Verbrauchern durch Aufklärung und Beratung; | zur Führung von Verbandsklagen im Interesse der Verbraucher berechtigt (vgl. § 2 der Satzung).                                         | Amtsgericht Stendal                             |
| 53       | Verbraucherzentrale Schleswig-Holstein e. V.                                     | Wahrnehmung der Interessen von Verbrauchern durch Aufklärung und Beratung; | zur Führung von Verbandsklagen im Interesse der Verbraucher berechtigt (vgl. § 2 der Satzung).                                         | Amtsgericht Kiel                                |
| 54       | Verbraucherzentrale Thüringen e. V.                                              | Wahrnehmung der Interessen von Verbrauchern durch Aufklärung und Beratung; | zur Führung von Verbandsklagen im Interesse der Verbraucher berechtigt (vgl. § 2 der Satzung).                                         | Amtsgericht Erfurt                              |
| 55       | Zentrum für Europäischen Verbraucherschutz e. V.                                 | Wahrnehmung der Interessen von Verbrauchern durch Aufklärung und Beratung; | zur Führung von Verbandsklagen im Interesse der Verbraucher berechtigt (vgl. § 2 der Satzung).                                         | Amtsgericht Freiburg im Breisgau                |